# San Francisco Bay Blackhawks
El San Francisco Bay Blackhawks fue un equipo de fútbol de los Estados Unidos que jugó en la Western Soccer League (WSL), la liga de fútbol de la Costa del Pacífico del país.
Fue fundado en el año 1989 en la ciudad de San Francisco, California con la idea que tuvo la Western Soccer Alliance (WSA) en su nacimiento en 1985 de que equipos semi-profesionales y amateurs compitieran fuera de la Región de la Costa del Pacífico por el colapso de la North American Soccer League en 1984. En 1989 el San Jose Earthquakes abandonó la Alianza y su cupo fue adquirido por Dan Van Voorhis, un abogado en Bienes Raíces residente en San Francisco, California, al que bautizó San Francisco Bay Blackhawks para competir en la División Norte de la Western Soccer League.
Para 1989, la Western Soccer League se fusionó con la American Soccer League para crear la American Professional Soccer League (APSL), aunque actualmente son torneos separados. En 1992 abandonó la Liga para entrar en la United States Interregional Soccer League, una liga de más bajo nivel, pero con menos gastos, donde 2 años después cambiaron el nombre por el de San Jose Hawks por la competencia interna en la ciudad con el San Francisco United All Blacks, San Francisco Bay Diablos, North Bay Breakers y East Bay Red Riders. En esa temporada, avanzaron fácilmente a los Playoff, pero no ganaron el título y Dan Van Voorhis desapareció al equipo por las pérdidas financieras con los aspectos legales relacionados al equipo. Fue campeón de Liga en 1 ocasión.
A nivel internacional participó en un torneo continental, en la Copa de Campeones de la Concacaf del año 1992, donde fue eliminado en las Semifinales del Grupo 2 por el América de México.

## Palmarés
- American Professional Soccer League: 1

1991

## Participación en competiciones de la Concacaf
- Copa de Campeones de la Concacaf: 1 aparición

1992 - Cuartos de final

## Jugadores destacados
| - Jeff Baicher - Marcelo Balboa - Paul Bravo - Steve Corpening - Troy Dayak | - Mark Dougherty - John Doyle - Chance Fry - Dominic Kinnear - Joey Leonetti | - Paul Mariner - Amir Hashemi-Moghaddam - Eric Wynalda - Andrew Ziemer - Jorge Salazar |

## Entrenadores
- Dean Wurzberger (1989-1990)
- Laurie Calloway (1991-1992)